# Pseudolisina
La pseudolisina (també coneguda com a Pseudomonas elastasa, proteïnasa neutra de Pseudomonas aeruginosa o proteasa LasB) és la metaloendopeptidasa extracel·lular més abundant de Pseudomonas aeruginosa (P. aeruginosa). Contribueix a la patogenicitat de P. aeruginosa donat que actua com a factor de virulència quan és excretada.
És una metal·loproteasa dependent de zinc de 33kDa que pertany a la família de la termolisina M4 i està codificada pel gen lasB. La pseudolisina se sintetitza com una preproelastasa amb tres dominis peptídics.

## Funció
La pseudolisina és un exoproteïna amb activitat elastolítica i proteolítica. Hidrolitza una gran varietat de proteïnes, tant proteïnes de l'hoste com proteïnes bacterianes autòlogues, és a dir, del mateix bacteri.

### Substrats de l'hoste
Els principals efectes que té la pseudolisina sobre l'hoste són: dany dels teixits, sobretot el teixit connectiu, alteració en la resposta immune i promoció d'un estat inflamatori. Per tant, els substrats sobre els quals actua la LasB es poden dividir en tres subcategories: els components estructurals, els components immunològics i altres components.

#### Components estructurals
Es refereix a tots aquells components que tenen una funció estructural dins dels teixits, com aquells presents a la matriu extracel·lular -MEC-, involucrats en l'adherència de la cèl·lula a la MEC o responsables de les unions estretes. El principal substrat és l'elastina, que és un component essencial del teixit connectiu que dona elasticitat. LasB és capaç d'hidrolitzar l'elastina per si sola, però a vegades en les últimes fases de degradació de les fibres d'elastina la proteasa LasA també hi participa.
Altres substrats són el col·lagen III i IV presents en la MEC i el teixit connectiu. La pseudolisina provoca una pèrdua de la integritat tissular. També té aquest efecte quan el substrat és la laminina, component de la làmina basal. Per altra banda, quan el substrat és uPAR-vitronectina, involucrat en l'adherència cel·lular, la cèl·lula afectada es desenganxa del teixit i indueix l'apoptosi. Per acabar, si els substrats estan involucrats en les unions estretes, com les cadherines i ocludines, dona lloc a un augment de la permeabilitat epitelial.

#### Components immunològics

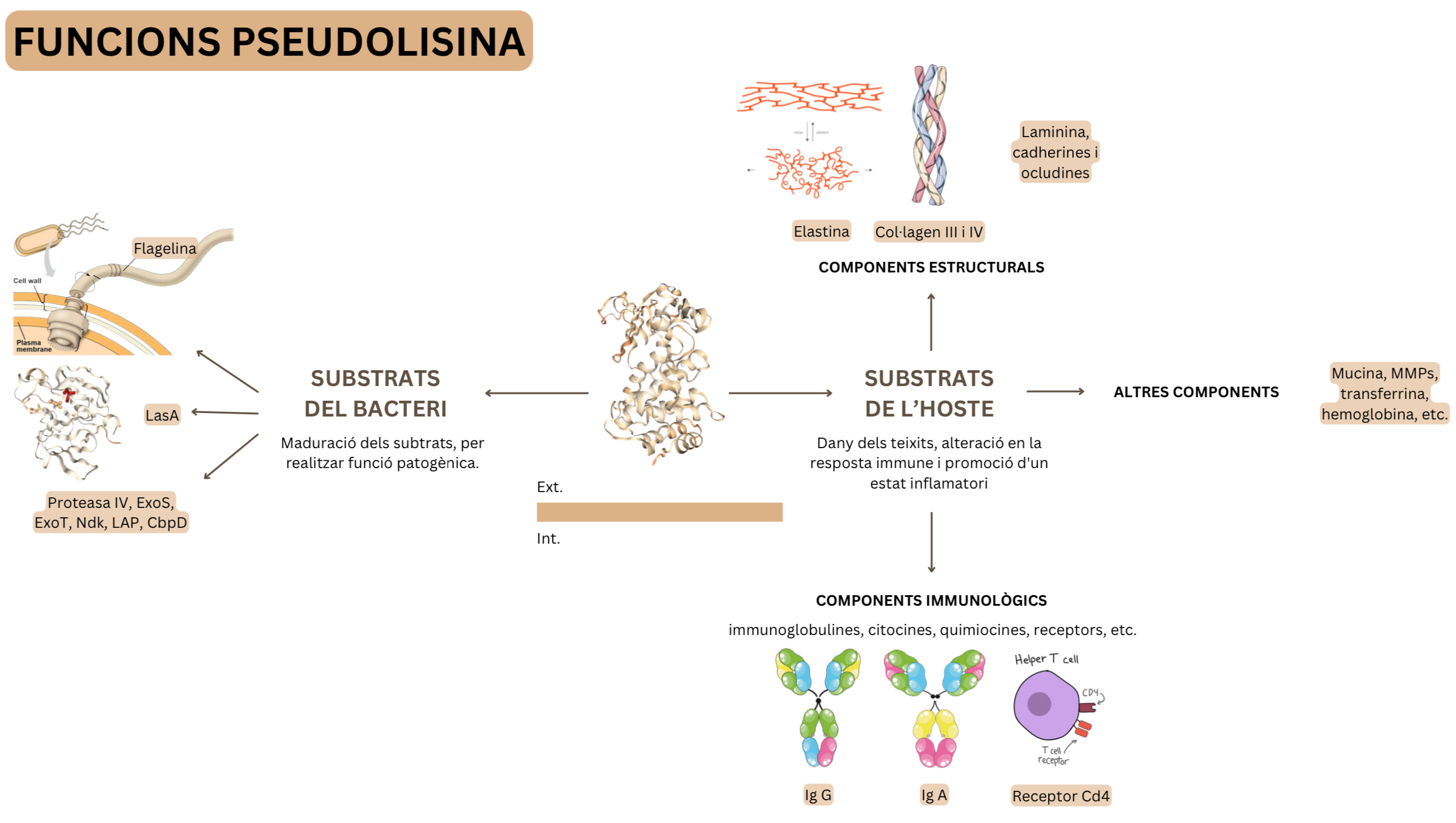
Funcions de la pseudolisina. Explicació esquemàtica de les funcions i els substrats de la pseudolisna.

Hi ha gran nombre de factors circulatoris/immunològics que també són degradats per LasB. Aquests inclouen immunoglobulines, citocines, quimiocines, receptors, tensioactius, components del complement, pèptids antimicrobians i inhibidors de la proteasa. Els efectes d'una activitat tan àmplia apunten a una supressió generalitzada de les respostes immunes innates de l'hoste a causa de l'activitat de LasB. Per exemple, un dels substrats de LasB són les immunoglobulines A i G, el qual fa que no pugui tenir lloc la fagocitosi. Un altre substrat és el receptor CD4 de les cèl·lules T, afectant així a la resposta immunitària.
Altres components
Aquest grup fa referència a un grup de substrats variat que tenen un efecte en tot l’organisme i poden reforçar les funcions que té la pseudolisina en els components anteriors. Per exemple, les MMPs són proteïnes substrats que estan involucrades en la degradació de la matriu extracel·lular. La interacció d’aquestes amb la LasB augmenta la seva funció. Un altre substrat és la mucina, el qual provoca un alliberament d’acetat i aminoàcids que afavoreix al creixement micriobial. La resta de substrats que s’han descrit són la transferrina, la flagel·lina, l'hemoglobina, el canal CFTR com a substrat indirecte i la trombina, entre d'altres.

### Substrat del bacteri
La pseudolisina també té funció proteolítica dins del bacteri i ajuda a la maduració de proteïnes bacterianes com la flagel·lina, la proteasa LasA, la proteasa IV, ExoT, ExoS, etc. Així aquestes tindran també una funció patogènica.

## Estructura

Estructura molecular de la pseudolisina.

L’estructura tridimensional de la pseudolisina va ser resolta l’any 1991. El coneixement d’aquesta ha servit per entendre millor quin és el seu funcionament i per a descobrir antibiòtics que actuïn contra ella.
L'estructura secundària conté 2 làmines beta antiparal·leles i 7 hèlixs alfa. Mentre que el domini N-terminal conté làmines beta, el C-terminal conté formes helicoïdals.
L'estructura terciària de la pseudolisina és parcialment similar a les estructures de la termolisina, una metal·loproteasa secretada per Bacillus thermoproteolitycus, i la proteasa neutra de Bacillus cereus. Així, a nivell estructural LasB forma part de la família de les metal·loproteases bacterianes neutres.

### El centre actiu de la pseudolisina
Com que la pseudolisina és una metaloendopeptidasa, requereix de cations per tal de realitzar la seva funció. Tant el calci com el zinc són essencials en la seva funció, ja que permeten mantenir l'enzim en la conformació correcta. A més, el zinc és molt important en la catàlisi. De fet, s'uneix al centre actiu.
El centre actiu de l'elastasa està format per dues hèlixs alfa i un "loop" que les manté unides. Presenta dues butxaques diferents: 

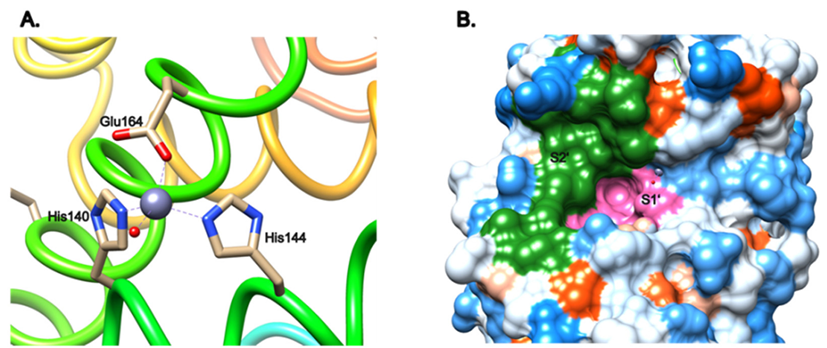
Centre actiu de la pseudolisina

- S1': És la butxaca més important en la interacció amb el substrat, ja que conté dues hèlixs amb tres residus que permeten la unió del zinc. Aquests residus són His140, His144 i Glu164. El zinc adopta una conformació tetraèdrica a través d’una interacció addicional ja sigui amb una molècula d’aigua o el lligand. Una part d’aquesta butxaca és lipofílica, ja que conté els residus Leu132, Ile190 i Ile186. Tot i això, la zona més externa, especialment aquella que està més propera al zinc, és més hidrofílica.
- S2': És més externa i ample que la butxaca S1. Té una part hidrofòbica al centre i una de més hidrofílica a la part superior.[10]

## Secreció

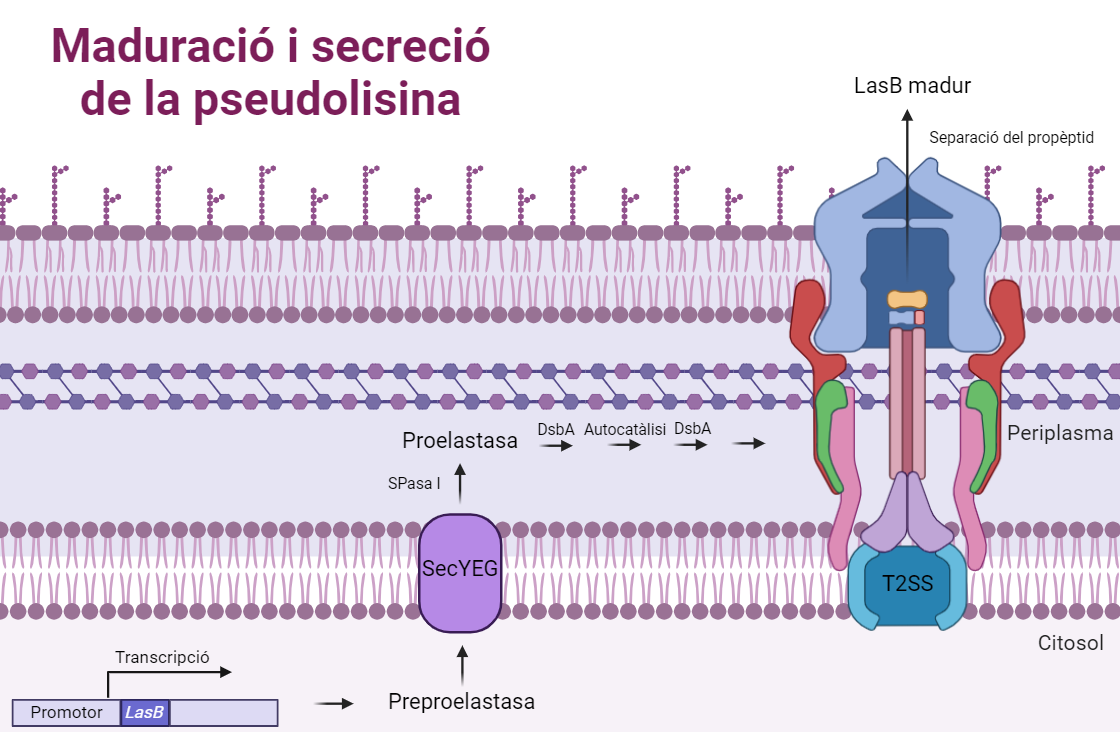
Maduració i secreció de la pseudolisina

El gen LasB es transcriu i quan es tradueix dona com a resultat el pèptid preproelastasa, el qual es processa fins a produir l’elastasa que finalment serà secretada. La producció de l'enzim LasB és un procés complex i molt regulat a nivell transcripcional i post-traduccional.
El procés de maduració de la preproelastasa comença amb el seu transport a l'espai periplasmàtic a través de SecYEG (localitzat a la membrana plasmàtica). Al periplasma la peptidasa SPasa I talla el pèptid senyal i queda un pèptid proelastasa.
La proelastasa s’estabilitza mitjançant la formació d’un pont disulfur entre Cys270 i Cys297, un procés catalitzat per l’oxidoreductasa DsbA. A més, s’escindeix a partir d’un procés autocatalític donant lloc a un prodomini i una elastasa madura. No obstant, els dos pèptids es mantenen associats no covalentment donat que el prodomini actua com a xaperona. A continuació, es forma un segon pont disulfur  entre Cys30 i Cys58, de nou gràcies a l’activitat DsbA, que facilita la conformació correcta de la proelastasa per ser exportada a través del sistema de secreció Xcp Tipus II (T2SS). 
Durant tot aquest procés LasB va patint modificacions post-traduccionals com fosforilacions en residus de serina/treonina o diferents addicions en quatre residus de lisina (Lys14, Lys181, Lys191 i Lys246). Aquestes modificacions permeten la producció extracel·lular de nombroses variants de LasB (proteoformes).
Finalment, la proteïna LasB s’exporta formant un complex amb la xaperona propèptid i, un cop fora de la cèl·lula, mitjançant un procés dependent de la percepció de quòrum, el propèptid es dissocia i degrada per facilitar l’activació de LasB.

## Dianes terapèutiques
La pseudolisina s'ha descrit com una candidata prometedora com a diana terapèutica davant la infecció de P. aeruginosa. Això és així per tres raons principals: la seva abundància en el secretoma, la seva importància clínica i la seva localització extracel·lular. Aquesta localització extracel·lular és important, ja que és més fàcil de manipular a causa que el fàrmac no ha de penetrar la càpsula del bacteri i perquè és menys probable que es generi resistència al tractament.
Naturalment, el que es busca és inhibir l'activitat de la pseudolisina. Aquest resultat es pot aconseguir mitjançant vies diferents.
La primera descrita és la inhibició de la percepció de quòrum,un conjunt de vies de senyalització que promouen i regulen la producció de factors de virulència (entre ells la LasB). Es pot dur a terme mitjançant la inhibició transcripcional dels activadors (ex. LasR, RhlR, PqsR) o per la inhibició de la producció dels autoinductors de la percepció de quòrum. Aquesta primera opció és molt interessant perquè permet inhibir la producció de múltiples factors de virulència, no només la pseudolisina. Tot i això, és un procediment més complicat pel fet que és intracel·lular i són vies molt complexes i llargues.
En segon lloc, s'opta pel segrest dels ions metàl·lics mitjançant agents quelants, com el DTPA. Com ja s'ha explicat en seccions anteriors, LasB és un metal·loenzim, de manera que requereix de la presència de metalls per a realitzar la seva funció. Així, si se segresten aquests, es pot inhibir l'enzim. El problema d'aquest procediment és que és poc selectiu i pot afectar més molècules dependents de metalls de l'hoste.
Per acabar, el mètode més prometedor és la inhibició mecànica de l'activitat hidrolítica de la pseudolisina. Es pot dur a terme mitjançant inhibidors de gran espectre per metal·loenzims o inhibidors més específics per LasB. Aquest mètode busca minimitzar els efectes secundaris per poder restaurar la resposta immunitària.